# Плаке
Плаке или Плакие (на македонска литературна норма: Плаќе) е село в община Охрид на Северна Македония.

## География
Селото е разположено на 25 километра североизточно от Охрид в подножието на Плакенската планина.

## История
Църквата „Свети Илия“ е от 1871 година.
В „Етнография на вилаетите Адрианопол, Монастир и Салоника“, издадена в Константинопол в 1878 година и отразяваща статистиката на населението от 1873 година Плакие (Plakié) е посочено два пъти като село с 30 домакинства, веднъж с 86 и втори път с 92 жители българи.
Според статистиката на Васил Кънчов („Македония. Етнография и статистика“) от 1900 година Плаке е населявано от 160 жители, всички българи християни.
На Етнографската карта на Битолския вилает на Картографския институт в София от 1901 година Паяк (Плаке) е чисто българско село в Охридската каза на Битолския санджак с 15 къщи.
В началото на XX век цялото население на селото е под върховенството на Българската екзархия. По данни на секретаря на екзархията Димитър Мишев („La Macédoine et sa Population Chrétienne“) в 1905 година в Плаке има 120 българи екзархисти.
На 11 юни 2000 година е осветен темелният камък, а на 14 юли 2001 година готовата църква „Света Неделя“ от митрополит Тимотей Дебърско-Кичевски.
Според преброяването от 2002 година селото има 4 жители северномакедонци.
| Националност     | Всичко |
| северномакедонци | 4      |
| албанци          | 0      |
| турци            | 0      |
| роми             | 0      |
| власи            | 0      |
| сърби            | 0      |
| бошняци          | 0      |
| други            | 0      |

## Личности
Родени в Плаке
- Климо Плакенски, български революционер, деец на ВМОРО
- Петър Чанов, български революционер, деец на ВМОРО
- Христо Комитов Платски, български революционер, участник в Охридското съзаклятие, жив към 1918 г.[7][8]